# شتيفان هوفمان
شتيفان هوفمان (بالألمانية: Stephan Hoffmann)‏ (9 أغسطس 1950 بألمانيا - ) هو لاعب كرة قدم ألماني في مركز الدفاع. لعب مع تنس بوروسيا برلين وSpandauer SV ‏.

## وصلات خارجية
- شتيفان هوفمان على موقع قاعدة بيانات كرة القدم.إي يو (الإنجليزية)
- شتيفان هوفمان على موقع بيانات كرة القدم. دي إي (الألمانية)